# Dammsjön (Stora Tuna socken, Dalarna)
Dammsjön är en sjö i Borlänge kommun i Dalarna och ingår i Dalälvens huvudavrinningsområde. Sjön har en area på 0,104 kvadratkilometer och ligger 409,2 meter över havet. Sjön avvattnas av vattendraget Hyttingsån.

## Delavrinningsområde
Dammsjön ingår i det delavrinningsområde (669874-146356) som SMHI kallar för Ovan 669947-146577. Medelhöjden är 430 meter över havet och ytan är 7,9 kvadratkilometer. Det finns inga avrinningsområden uppströms utan avrinningsområdet är högsta punkten. Hyttingsån som avvattnar avrinningsområdet har biflödesordning 4, vilket innebär att vattnet flödar genom totalt 4 vattendrag innan det når havet efter 234 kilometer. Avrinningsområdet består mestadels av skog (95 procent). Avrinningsområdet har 0,11 kvadratkilometer vattenytor vilket ger det en sjöprocent på 1,3 procent.